# 莫劳豪洛姆区
莫劳豪洛姆区（匈牙利語：Mórahalmi járás），是匈牙利琼格拉德州的一个区，总面积561.71平方公里，总人口28,986人（2011年），人口密度52人/平方公里。中心城市为莫勞豪洛姆。

## 市镇
莫劳豪洛姆区包含一个城镇和9个村庄。